# Carl A. Huffman
Carl Augustus Huffman (* 27. Dezember 1951) ist ein US-amerikanischer Klassischer Philologe und Philosophiehistoriker.
Huffman studierte Classics am St. John’s College in Santa Fe, New Mexico, und an der University of Colorado. Auf den B.A. und den M.A. folgte 1981 ein Ph.D. bei Alexander P. D. Mourelatos an der University of Texas at Austin zu dem vorsokratischen Pythagoreer Philolaos von Kroton. Anschließend begann er seine akademische Laufbahn an der DePauw University in Greencastle, Indiana, an der er gegenwärtig Professor Emeritus of Classical Studies ist. 2009 war er mit einem Projekt zu dem Peripatetiker Aristoxenos von Tarent Gast am Institute for Advanced Study in Princeton, New Jersey. 2008 hatte er für dieses Projekt bereits ein Fellowship des American Council of Learned Societies inne.
Huffman hat einschlägige Arbeiten zum Pythagoreismus vorgelegt (insbesondere zu Aristoxenos von Tarent, Archytas von Tarent und Philolaos von Kroton).

## Schriften (Auswahl)
- Aristoxenus of Tarentum: The Pythagorean Precepts (How to Live a Pythagorean Life). An Edition of and Commentary on the Fragments with an Introduction. Cambridge University Press, Cambridge 2019. – Rezensionen von Lloyd Gerson, Bryn Mawr Classical Review 2020.10.43; Tiziano Dorandi, sehepunkte 20 (2020), Nr. 9 (15.09.2020)
- (Hrsg.): A History of Pythagoreanism. Cambridge University Press, Cambridge 2014. – Rezension von Justin M. Rogers, Bryn Mawr Classical Review 2017.03.45
- (Hrsg.): Aristoxenus of Tarentum: Discussion (= Rutgers University Studies in Classical Humanities, Band 17). Transaction Publishers, New Brunswick / London 2012, (Google Books)
- Pythagoreanism. In: Edward N. Zalta (Hrsg.): Stanford Encyclopedia of Philosophy. 2006, substantive revision 2024.
- Pythagoras. In: Edward N. Zalta (Hrsg.): Stanford Encyclopedia of Philosophy. 2005, substantive revision 2024.
- Archytas of Tarentum: Pythagorean, Philosopher, and Mathematician King. Cambridge University Press, Cambridge 2005, (Digitalisat). – Rezension von John Dillon, Bryn Mawr Classical Review 2007.03.34
- Archytas. In: Edward N. Zalta (Hrsg.): Stanford Encyclopedia of Philosophy. 2003, substantive revision 2025.
- Philolaus. In: Edward N. Zalta (Hrsg.): Stanford Encyclopedia of Philosophy. 2003, substantive revision 2024.
- The Pythagorean tradition. In: Anthony A. Long (Hrsg.), The Cambridge Companion to Early Greek Philosophy. Cambridge University Press, Cambridge 1999, S. 66–87. 
  - Deutsche Übersetzung: Die pythagoreische Tradition. In: Anthony A. Long (Hrsg.), Handbuch Frühe Griechische Philosophie. Von Thales bis zu den Sophisten. Aus dem Englischen von Karlheinz Hülser. J. B. Metzler, Stuttgart / Weimar 2001, S. 61–79.
- Die Pythagoreer. In: Friedo Ricken (Hrsg.), Philosophen der Antike I. W. Kohlhammer, Stuttgart / Berlin / Köln 1996, S. 52–72.
- Philolaus of Croton: Pythagorean and Presocratic. A Commentary on the Fragments and Testimonia with Interpretive Essays. Cambridge University Press, Cambridge 1993, (Digitalisat). – Rezension von Patricia Curd, Bryn Mawr Classical Review 1994.03.14